# Lògica de cola

Interfície entre el microcontrolador i la memòria amb lògica d'adhesiu (pesall d'adreça)

En electrònica, la lògica de cola és el circuit lògic personalitzat que s'utilitza per connectar una sèrie de circuits integrats disponibles. Això s'aconsegueix sovint utilitzant components comuns i econòmics de la sèrie 7400 o 4000. En casos més complexos, es pot utilitzar un dispositiu lògic programable com un CPLD o FPGA. La caiguda del preu dels dispositius lògics programables, combinat amb la seva mida i consum d'energia reduïts en comparació amb els components discrets, els fa habituals fins i tot per a sistemes senzills. A més, la lògica programable es pot utilitzar per ocultar la funció exacta d'un circuit, per tal d'evitar que un producte sigui clonat o falsificat.
L'equivalent de programari de la lògica de cola s'anomena codi de cola.

## Ús
- Funcions lògiques simples.
- Circuits de descodificació d'adreces utilitzats amb processadors més antics com el MOS Technology 6502 o Zilog Z80 per dividir l'espai d'adreces del processador en RAM, ROM i E/S. Les versions més noves d'aquests processadors, com el WDC 65816 o el Zilog eZ80, poden afegir funcions que permeten la interfície sense cola amb dispositius externs.
- Buffers per protegir les sortides de la sobrecàrrega o protegir les entrades sensibles dels danys per descàrregues electroestàtiques.
- Conversió del nivell de tensió, per exemple, quan s'interfaça una família lògica (CMOS) a una altra (TTL).[4]